# Distrito Escolar Unificado de Burbank
El Distrito Escolar Unificado de Burbank (Burbank Unified School District, BUSD) es un distrito escolar de California. Tiene su sede en Burbank. El consejo escolar tiene un presidente, un vicepresidente, un secretario, y dos miembros. El distrito tiene 18.281 estudiantes, incluyendo 15.269 estudiantes de las escuelas K-12.

## Historia
Antes de 1908, estudiantes del nivel de la preparatoria (high school) en el distrito escolar Burbank asistieron al Glendale Union High School District (Distrito de Preparatorias Glendale Union). en 1908 la primera preparatoria de Burbank, Burbank High School, se abrió.